# History (album de Michael Jackson)
Pour les articles homonymes, voir History.
Albums de Michael Jackson
Dangerous
(1991) Blood on the Dance Floor: HIStory In The Mix
(1997)
Singles
1. Scream/Childhood
Sortie : 31 mai 1995
2. You Are Not Alone
Sortie : 15 août 1995
3. Earth Song
Sortie : 27 novembre 1995
4. They Don't Care About Us
Sortie : 31 Mars 1996
5. Stranger in Moscow
Sortie : 14 Novembre 1996
6. HIStory/Ghosts
Sortie : 30 Juillet 1997

HIStory: Past, Present and Future – Book I est le neuvième album studio de Michael Jackson, sorti en 1995 sous les labels Epic Records et MJJ Productions. Son titre s'appuie sur le jeu de mots « His story » (« Son histoire ») et « History » (« Histoire »).
L'album contient deux CD. Le premier (HIStory begins) est une compilation de quinze titres ; le second (HIStory continues) en contient quinze dont quatorze inédits (Come Together ayant été exploité sur la face B du single Remember the Time en 1992,).
Les thèmes de l'album incluent des sujets sur la crise écologique, l'isolement, la cupidité, le suicide, l'injustice, les conflits de Michael Jackson avec les tabloïds et les médias, ainsi que sur les allégations d'abus sexuel sur mineur (affaire Chandler) dont le chanteur a été l'objet en 1993. Cet album a ainsi été décrit comme le plus personnel de l'artiste.
Depuis sa sortie en 1995, HIStory s'est vendu à plus de 20 millions d'exemplaires à travers le monde (dont 4 millions aux États-Unis), ce qui en fait un des albums les plus vendus et l'album multi-disques le plus vendu. L'album donnera également son nom à une grande tournée internationale de 1996 à 1997 : le HIStory World Tour.
Grâce à cet album, Michael Jackson a été nommé dans cinq catégories aux Grammy Awards 1996 (dont celle de l'album de l'année) et remporta le Grammy Award du meilleur vidéo clip pour Scream. Il remporta également grâce à HIStory un American Music Award en 1996 dans la catégorie « Artiste masculin préféré pop/rock ».

## Présentation

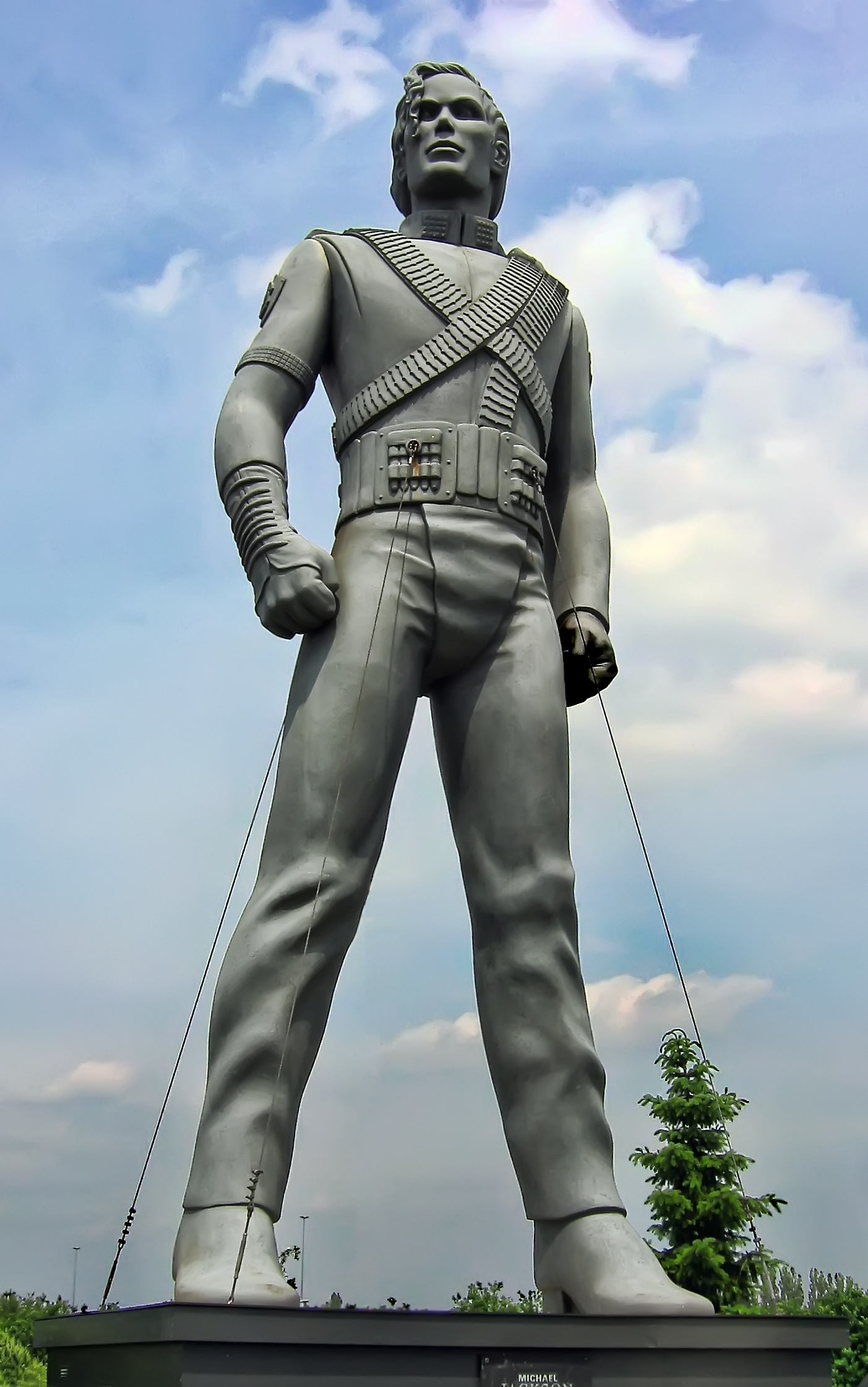
Statue de Michael Jackson aux Pays-Bas.

Du point de vue des réalisations instrumentales, Michael Jackson s'est toujours entouré dans ses précédents albums de musiciens renommés, tout en ajoutant sa touche personnelle grâce à l'idée qu'il se faisait d'une mélodie. Ce constat s'impose aussi pour HIStory, avec une participation de l'artiste sur plusieurs instruments (synthétiseur, percussions, etc.), en plus, bien sûr, du chant et des chœurs. Il s'est également largement impliqué dans l'écriture et la production de l'album, tout en collaborant avec les producteurs Jimmy Jam & Terry Lewis, Dallas Austin, Bill Bottrell et R. Kelly.
Si Michael Jackson avait déjà écrit des chansons qui égratignaient les gens qui le harcelaient (notamment la presse, par exemple dans Leave Me Alone), HIStory contient un son plus amer et coléreux, plus personnel donc, car cet album, principalement réalisé à New York en 1994, suit de peu l'affaire Chandler et les accusations d'abus sexuels sur mineur. La partie Chandler réclamait à Jackson 20 millions de dollars pour abandonner toute poursuite contre lui, et ce dernier, conseillé par ses avocats, demanda à sa compagnie d'assurance de régler la somme de 15 millions de dollars. La partie Chandler accepta cet accord financier qui mit fin à leur poursuite au civil. Elle refusa ensuite d'aller au pénal. De leur côté, les services du procureur Sneddon ne trouvant aucune preuve pour poursuivre l'instruction, le dossier fut clôturé.
Les titres Money et D.S. évoquent d'ailleurs cette affaire. Le premier évoque cela par le thème de la cupidité tandis que le second dénonce l'acharnement du procureur du comté de Santa Barbara Thomas Sneddon (alias « Dom Sheldon » dans la chanson, d'où le titre D.S.). Dans Scream et Tabloid Junkie, Jackson se rebiffe contre la presse à scandale, en invitant les lecteurs à ne plus acheter ce type de revues qu'il qualifie de mensongères et ordurières, celles-ci ayant en effet tenu un discours partial, sensationnaliste et sans complaisance envers lui durant l'affaire.

## Promotion
Sony Music a soutenu la promotion de l'album et sa campagne marketing avec un budget de 30 millions de dollars. La campagne comprenait un ensemble de singles et clips vidéo, ainsi qu'une grande tournée mondiale : le HIStory World Tour.
Ce fut à l'époque d'HIStory que furent créés le logo officiel « MJ » et une représentation du chanteur en statue (voir ci-dessus) par l'artiste Diana Walczak (statue qui illustre la pochette du disque). Les deux symboles furent utilisés pour une multitude de produits dérivés et à diverses occasions. Une grande statue de Michael Jackson fut ainsi promenée sur un bateau naviguant sur la Tamise à Londres.

## Liste des pistes

### Disque 1:HIStory Begins
| 1.  | Billie Jean (Thriller)                                       | Quincy Jones, M. Jackson  | 4:54 |
| 2.  | The Way You Make Me Feel (Bad)                               | Jones, M. Jackson         | 4:58 |
| 3.  | Black or White (Dangerous)                                   | M. Jackson, Bottrell      | 4:16 |
| 4.  | Rock with You (Off the Wall)                                 | Jones                     | 3:40 |
| 5.  | She's Out of My Life (Off the Wall)                          | Jones                     | 3:38 |
| 6.  | Bad (Bad)                                                    | Jones, M. Jackson         | 4:07 |
| 7.  | I Just Can't Stop Loving You (duo avec Siedah Garrett - Bad) | Jones, M. Jackson         | 4:13 |
| 8.  | Man in the Mirror (Bad)                                      | Jones, M. Jackson         | 5:19 |
| 9.  | Thriller (Thriller)                                          | Jones                     | 5:58 |
| 10. | Beat It (Thriller)                                           | Jones, M. Jackson         | 4:18 |
| 11. | The Girl Is Mine (duo avec Paul McCartney - Thriller)        | Jones, M. Jackson         | 3:42 |
| 12. | Remember the Time (Dangerous)                                | M. Jackson, Riley         | 4:00 |
| 13. | Don't Stop 'Til You Get Enough (Off the Wall)                | Jones, M. Jackson         | 6:06 |
| 14. | Wanna Be Startin' Somethin' (Thriller)                       | Jones, M. Jackson         | 6:03 |
| 15. | Heal the World (Dangerous)                                   | M. Jackson, Bruce Swedien | 6:25 |

### Disque 2:History continues
| 1.    | Scream (feat. Janet Jackson)                  | M. Jackson, J. Jackson, J. Jam, T. Lewis       | 4:38 |
| 2.    | They Don't Care About Us                      | M. Jackson                                     | 4:44 |
| 3.    | Stranger in Moscow                            | M. Jackson                                     | 5:44 |
| 4.    | This Time Around (feat. The Notorious B.I.G.) | M. Jackson, Dallas Austin, Bruce Swedien, Rene | 4:20 |
| 5.    | Earth Song                                    | M. Jackson                                     | 6:46 |
| 6.    | D.S.                                          | M. Jackson                                     | 4:49 |
| 7.    | Money                                         | M. Jackson                                     | 4:41 |
| 8.    | Come Together                                 | J. Lennon, P. McCartney                        | 4:02 |
| 9.    | You Are Not Alone                             | R. Kelly                                       | 5:45 |
| 10.   | Childhood (Theme from "Free Willy 2")         | M. Jackson                                     | 4:28 |
| 11.   | Tabloid Junkie                                | M. Jackson, J. Harris, T. Lewis                | 4:32 |
| 12.   | 2 Bad (feat. Shaquille O'Neal)                | M. Jackson, J. Harris, T. Lewis, S. O'Neal     | 4:49 |
| 13.   | HIStory                                       | M. Jackson, J. Harris, T. Lewis                | 6:37 |
| 14.   | Little Susie                                  | M. Jackson                                     | 6:13 |
| 15.   | Smile                                         | C. Chaplin                                     | 4:56 |
| 77:10 |                                               |                                                |      |

| 1. | Scream (feat. Janet Jackson) (Official Video)              |  | 4:48 |
| 2. | Childhood (Theme from "Free Willy 2") (Official Video)     |  | 4:30 |
| 3. | You Are Not Alone (Official Video)                         |  | 5:36 |
| 4. | Earth Song (Official Video)                                |  | 6:45 |
| 5. | They Don't Care About Us (Prison Version) (Official Video) |  | 4:54 |
| 6. | They Don't Care About Us (Brazil Version) (Official Video) |  | 4:42 |
| 7. | Stranger in Moscow (Official Video)                        |  | 5:35 |

## Singles

### Scream/Childhood
Le premier single Scream/Childhood, est sorti en mai 1995 comme un double single. Scream est un duo entre Michael et sa sœur cadette Janet, et Childhood a été utilisé comme thème du film Sauvez Willy 2. Les deux chansons sont supportées par un clip. Celui de Scream (l'un des plus coûteux de l'histoire, réalisé dans les studios californiens d'Universal) est d’inspiration SF. Il raconte l’histoire de Michael et de sa sœur, à bord d’un vaisseau en orbite autour de la terre, qui tentent de fuir leur réalité. Ils hurlent tous les deux leur colère, en espérant que cela s’arrête. Il remportera le Grammy Award du meilleur clip ainsi qu’un MTV Video Music Award pour la meilleure chorégraphie en 1995.
Childhood s’inspirant de l’histoire de Peter Pan (le personnage auquel l'artiste s'est toujours identifié), montre un Michael Jackson assis, chantant dans une forêt, alors que des bateaux imaginaires, investis par des enfants, flottent au-dessus de lui dans un ciel étoilé et lunaire.
Ce double single marqua l’histoire de la musique en entrant directement en 5e position du Billboard Hot 100, le meilleur démarrage pour un single à l’époque, battant un record vieux de 25 ans détenu par les Beatles avec leur single Let It Be, qui était entré en 6e position en 1970. Le single restera dans les charts américains pendant 17 semaines, et au 31 juillet 1995, il est certifié disque de platine. Le single atteint la 3e position au Royaume-Uni, la 2e en Australie et la 1re en Nouvelle-Zélande, Finlande, Espagne, Hongrie, Italie, France, et dans l'Eurochart Hot 100 Singles.

### You Are Not Alone
Second single d'HIStory, You Are Not Alone, fut écrit et produit par R. Kelly et sort en août 1995. Il devint le premier single de l'histoire de la musique contemporaine à atteindre directement la 1re position du Billboard Hot 100, recevant un « Billboard Hot 100 Achievement Award » pour sa réussite. Le single restera dans les charts américains pendant 20 semaines, et fut certifié disque de platine en huit semaines, en dépassant le million d'exemplaires vendus. Il atteint la 1re place en Angleterre, Nouvelle-Zélande, Irlande, France, Suisse, et l'Eurochart (où il restera 6 semaines). Le clip vidéo, reste néanmoins quelque peu controversé, car il présente Michael Jackson en compagnie de sa femme de l'époque, Lisa Marie Presley (la fille d'Elvis) tous deux dans une tenue légère, tels deux amoureux. Il sera supprimé de toutes les antennes belges car il est considéré comme plagiat par la Cour de Justice de Bruxelles en 2007 du titre des frères Van Passel: "If We Can Start All Over" sorti en 1993.

### Earth Song
Earth Song, le 3e single extrait de l'album HIStory, sort en novembre 1995. Aux États-Unis, le single est diffusé en radio uniquement (notamment pour inciter les auditeurs à se procurer l'album). Le titre est diffusé simultanément avec la chanson This Time Around sur les radios américaines. Au Royaume-Uni, Earth Song démarre à la position de numéro 1 et y reste 6 semaines. Ce faisant, le single devient la chanson numéro 1 de Noël dans ce pays. Earth Song restera dix-neuf semaines dans les charts britanniques et sera le plus gros hit de Michael Jackson dans ce pays, devant Billie Jean. Cette chanson est un cri d'alarme et de désespoir pour la planète, que l'être humain a ravagé depuis des décennies.
Le single sera numéro 1 en Allemagne, Suisse, Lettonie et dans l'Eurochart. Au total, il atteint brillamment le Top 10 dans seize pays européens. Aux Brit Awards de 1996, la performance de Michael Jackson crée la polémique. Jarvis Cocker (du groupe Pulp) proteste contre cette performance en venant perturber le spectacle du « Roi de la Pop », dénonçant l'identification de Jackson au Christ (il ouvre en effet lors de la performance ses bras en croix, vêtu de blanc, et appelle plusieurs personnes représentants toutes les origines à venir se blottir contre lui). Grâce à cette performance et l'incident avec Cocker, Earth Song remonte dans les charts (de la 38e à la 16e place). Il s'en vend trois millions de copies à travers le monde, ce qui en fait le single à plus grand succès de l'album.

### This Time Around(promo radio)
La chanson This Time Around ne peut pas être considérée comme un single à proprement parler mais elle fut rendue disponible uniquement pour les radios en décembre 1995 aux États-Unis comme single promotionnel (en deux versions : Radio edit et Remix).

### They Don't Care About Us
They Don't Care About Us (littéralement : « Ils n'en ont rien à faire de nous ») est un véritable message politique censé défendre la cause des opprimés et dénoncer le racisme, l'intolérance et les persécutions. La chanson est le 4e single d'HIStory et sort en Europe en avril 1996. Le morceau inclut beaucoup de collaborations, dont le guitariste Slash et les chœurs d'Andraé Crouch. Il fut travaillé de nombreuses fois pour obtenir le résultat souhaité. Pour renforcer le côté percutant du titre, Michael s'est investi pour créer des sons de batterie dépouillés. Cela donne une impression agressive pour l'auditeur afin de mettre ce dernier dans l’inconfort et rendre le message de la chanson plus concret. Outre ce premier niveau de lecture qui dénonce le traitement des plus faibles et modestes par le système politique, médiatique et répressif, un second niveau de lecture fait référence aux problèmes judiciaires de Michael (affaire Chandler).
Une controverse naquit pour des paroles jugées antisémites. Michael Jackson décida alors de faire censurer les passages concernés : « Jew me, sue me [...] Kick me, kike me » (second couplet) et « Kick me, kike me » (cinquième couplet). Ceux-ci furent masqués avec des bruits de parasites dans les seconds pressages du disque, rendant la première version plus rare. Pour la sortie du single, les paroles se transformèrent en « Sue me, sue me [...] Kick me, kick me » et « Kick me, kick me ». Les paroles originelles du titre avaient pourtant pour but de défendre la communauté juive, en plaçant Jackson en position de victime. Spike Lee, excédé par la censure exercée sur les paroles du titre, déclarera ceci : « Il y a vraiment deux poids deux mesures dans le show-biz. On peut dire « nigger » (nègre) dans une chanson, mais pas « jew » (juif). Si vous prononcez ce mot, alors cela fait de vous un antisémite ». Quant à Michael Jackson, il se dira « en colère et indigné de pouvoir être si mal interprété ».
They Don't Care About Us donna naissance à deux vidéoclips tournés par Spike Lee. Au départ, le concept était de montrer Michael en prison et au milieu des favelas de Dona Marta à Rio de Janeiro et de Salvador de Bahia afin de dénoncer le mépris pour les gens que l'on ne voit jamais, que l'on emprisonne parfois sans preuve, ou que l'on entasse dans des bidonvilles. A l'issue du tournage, Lee avait finalement assez d'images pour réaliser deux versions distinctes : une dite « prison » et une autre dite « brésilienne ».
La version prison fut interdite dans plusieurs pays. Ce clip semblait véritablement déranger certains pouvoirs en place. Le clip fut par ailleurs jugé trop dur aux États-Unis et ne fut diffusé qu'après 21h00 sur MTV et VH1. Il montre un Michael Jackson emprisonné (entouré d'écrans de télévision exhibant entre autres des images de bavures policières et d'enfants affamés) qui contamine les autres détenus par sa rébellion (ce sont alors de vrais détenus qui sont engagés comme acteurs).
Pour la version brésilienne, il existe une version courte et une version longue du clip. Les deux commencent avec des voix brésiliennes qui interpellent Michael en portugais : « Michael, eles não ligam pra gente » (« Michael, ils s'en foutent de nous »),.
Le 29 août 2020, Spike Lee propose un nouveau clip de They Don't Care About Us en combinant des images existantes des versions brésilienne et prison avec des images de l'année issues du mouvement « Black lives matter » (« Les vies des Noirs comptent »),.
Au Royaume-Uni, They Don't Care About Us atteint la 4e place et reste dans le Top 100 pendant 18 semaines, alors qu'en Italie et Allemagne il est numéro 1. Ces résultats contrastent avec le Billboard Hot 100 où le single ne dépassera pas la 30e position même s'il y restera 13 semaines. Dans l'Eurochart Hot 100, They Don't Care About Us atteint la place numéro 2, et y restera huit semaines, comptabilisant 26 semaines de présence.

### Stranger in Moscow
Stranger in Moscow, sorti en novembre 1996, est le 5e single extrait de l'album. Il se hisse essentiellement dans le top 10 des charts Européens. En Angleterre, Stranger In Moscow atteint le top 5, et se place à la 4e position. Le titre restera dans le top 100 pendant 16 semaines. En Espagne et Italie, il est numéro 1, et dans l'Eurochart il atteint la 6e place et cumulera 17 semaines de présence. Stranger in Moscow est un titre dont l'écriture par Jackson commença en 1993 en Russie. Le chanteur évoque la solitude qu'il vit au quotidien, depuis la plainte déposée contre lui pour abus sexuels (affaire Chandler). Le thème de la chanson peut également être entendu dans le jeu vidéo Sonic the Hedgehog 3.

### HIStory/Ghosts
Le single HIStory/Ghosts est sorti en 1997 (sauf aux États-Unis). Comme pour d'autres disques du chanteur, le single est disponible en différentes versions en fonction des pays. Le CD européen le plus courant comprend deux titres : un remix de HIStory et la version radio de Ghosts. Le single débute à la 5e place du hit-parade au Royaume-Uni et y restera huit semaines. En France et en Italie, le single se classera respectivement à la 4e et à la 3e place.

### Smile: le single annulé
Smile est à la base une musique de Charlie Chaplin, qui est le thème de la romance du film Les Temps modernes, sorti au cinéma en 1936. Cette musique était sans paroles. Plus tard, en 1954, des paroles lui furent ajoutés, ce qui donna le titre Smile, interprété pour la première fois par Nat King Cole, et enregistré avec un orchestre symphonique dans la Hit Factory, à New-York. Cette chanson fut reprise par de nombreux artistes au fil du temps, dont Michael Jackson, qui l'aimait beaucoup, et qui avait décidé de la chanter pour conclure l'album HIStory.
Smile devait être le dernier single extrait de l'album à sortir, en octobre 1997, mais la sortie fut annulée par Sony Music, qui la jugeait trop tardive, et les disques pressés furent presque tous détruits. Quelques CD promotionnels et vinyles ayant échappé à la destruction se vendent aujourd'hui à des prix élevés (entre 600 et 1 000 euros pour un vinyle). Ces disques ayant pris de la valeur, il existe énormément de contrefaçons, vendues dans des conventions du disque, ou sur des sites spécialisés sur Internet. La meilleure façon de reconnaître une contrefaçon du maxi vinyle est de constater que son logo central (ou label) est dépourvu de deux cercles (qui doivent être dessinés dessus). La séance de photos concernant le single Smile, réalisée par le photographe Steven Whitsitt, et dans laquelle Jackson reprenait le rôle de Charlie Chaplin (dont il était un admirateur), avait pour thème Les Temps modernes et Le Kid.

## Démos et autres titres
- On the Line : écrit par Babyface, le titre devait figurer dans le film Get on the Bus (1996) de Spike Lee mais le projet n'a finalement pas abouti. Il fut inclus dans le coffret « Deluxe collector box set - limited edition » de Ghosts et dans une édition limitée de Michael Jackson: The Ultimate Collection (2004).
- Bassouille : produit par Michael Jackson et Bruce Swedien. Comme le nom l'indique, ce morceau intègre des basses très fortes ;
- In the Back : démo incluse dans Michael Jackson: The Ultimate Collection (2004) ;
- To Satisfy You : titre écrit et composé par Michael Jackson et Bryan Loren[28] ;
- Why : produit par Babyface puis offert aux 3T, en duo avec Michael Jackson, pour leur album Brotherhood (1995) ;
- Superfly Sister : commencé sous Dangerous (1991), présent sur Blood on the Dance Floor: HIStory in the Mix (1997) ;
- Is It Scary (ou Is this scary) : commencé sous Dangerous, utilisé pour le moyen métrage  Ghosts, disponible sur Blood on the Dance Floor: HIStory in the Mix ;
- Morphine : disponible sur l'album Blood on the Dance Floor: HIStory in the Mix ;
- Cry (à ne pas confondre avec la chanson éponyme de l'album Invincible) ;
- Deep In The Night : composé en 1992 ;
- California Grass : composé en 1993 ;
- Dreams : composé en 1993 ;
- Fears : composé en 1993.

## Classements hebdomadaires
| Classement                          | Meilleure place |
| ----------------------------------- | --------------- |
| Allemagne (Media Control AG)        | 1               |
| Australie (ARIA)                    | 1               |
| Autriche (Ö3 Austria Top 40)        | 2               |
| Belgique (Flandre Ultratop)         | 1               |
| Belgique (Wallonie Ultratop)        | 1               |
| Canada (RPM 100 Albums)             | 1               |
| Danemark (Hitlisten)                | 1               |
| Écosse (OCC)                        | 1               |
| Espagne (PROMUSICAE)                | 2               |
| États-Unis (Billboard 200)          | 1               |
| États-Unis (Top R&B/Hip-Hop Albums) | 1               |
| France (SNEP)                       | 1               |
| Finlande (Suomen virallinen lista)  | 3               |
| Italie (FIMI)                       | 1               |
| Norvège (VG-lista)                  | 1               |
| Nouvelle-Zélande (RIANZ)            | 1               |
| Pays-Bas (Mega Album Top 100)       | 1               |
| Royaume-Uni (UK Albums Chart)       | 1               |
| Royaume-Uni (R&B Albums)            | 1               |
| Suède (Sverigetopplistan)           | 3               |
| Suisse (Schweizer Hitparade)        | 1               |

## Certifications
| Pays                         | Certification | Unités certifiées |
| ---------------------------- | ------------- | ----------------- |
| Allemagne (BVMI)             | 3 × Platine   | 1 500 000         |
| Australie (ARIA)             | 8 × Platine   | 560 000           |
| Autriche (IFPI)              | 2 × Platine   | 100 000           |
| Belgique (BEA)               | 5 × Platine   | 250 000           |
| Brésil (PMB)                 | Or            | 180 000           |
| Canada (Music Canada)        | 5 × Platine   | 500 000           |
| Danemark (IFPI)              | 11 × Platine  | 220 000           |
| États-Unis (RIAA)            | 8 × Platine   | 8 000 000         |
| Europe (IFPI)                | 6 × Platine   | 6 000 000         |
| Finlande (Musiikkituottajat) | Platine       | 61 352            |
| France (SNEP)                | Diamant       | 1 000 000         |
| Italie (FIMI)                | Or            | 50 000            |
| Mexique (AMPROFON)           | Or            | 100 000           |
| Norvège (IFPI)               | Platine       | 50 000            |
| Nouvelle-Zélande (RMNZ)      | 9 × Platine   | 135 000           |
| Pays-Bas (NVPI)              | 3 × Platine   | 300 000           |
| Pologne (ZPAV)               | Platine       | 100 000           |
| Royaume-Uni (BPI)            | 4 × Platine   | 1 200 000         |
| Suède (GLF)                  | Platine       | 100 000           |
| Suisse (IFPI)                | 3 × Platine   | 150 000           |

## Divers
- Sur les premiers pressages des éditions française[68], hollandaise et allemande[69] de l'album, Michael Jackson a enregistré un message personnalisé pour les fans de ces différents pays qui figure en piste caché (n°16) sur le premier disque.
- De rares vinyles pressages tests en format « picture disc »[70] ont été édités au Brésil (certains sans la musique de l'album). Ces disques sont aujourd'hui très recherchés des collectionneurs avec des prix pouvant atteindre 1 000 euros[71].
- Pour le titre HIStory, il y a quelques différences au niveau de l'orchestre entre les premiers pressages de l'album et ceux ultérieurs.
- En 1995 Michael Jackson a accumulé un total de 13 millions de dollars avec son show au HBO One Show Only pour la promotion de son album HIStory.